# Firer uden styrmand
Firer uden styrmand (ofte forkortet 4-) er en kaproningsbåd, som roes af fire personer med én åre hver, i modsætning til en dobbeltfirer, hvor hver roer har to årer. Båden er ca. 12 meter lang, og klassen er på OL-programmet både for mænd og kvinder.
Første gang firer uden styrmand blev roet i OL-sammenhæng var ved OL 1904 i St. Louis.